# Franz Theodor Wolf
Franz Theodor Wolf (Bartholomä, 13 de febrero de 1841 - Dresde, 22 de junio de 1924) fue un geólogo, botánico y explorador alemán. Cuando formó parte de la Compañía de Jesús vivió en Ecuador donde desarrolló sus investigaciones científicas en las islas Galápagos. Sus investigaciones científicas y especialmente su cátedra en biología, generó controversia durante la polémica por la influencia del darwinismo en Ecuador, lo que lo llevó a abandonar la Compañía de Jesús en 1874. Dedicó su vida a explorar y estudiar Ecuador, realizando importantes contribuciones a la geología y geografía del país, incluyendo la publicación de obras como "Geografía y Geología del Ecuador". A pesar de su enfoque en la ciencia, Wolf también se involucró en proyectos de infraestructura en Guayaquil y realizó estudios sobre las Islas Galápagos, donde confirmó las teorías evolucionistas de Darwin. Su trabajo científico y sus contribuciones al conocimiento del Ecuador lo convirtieron en una figura importante en la historia del país. En la actualidad, una isla y el volcán más alto de ese archipiélago lleva su nombre, en su honor.

## Biografía

### Primeros años
Franz Teodoro Wolf nació en 1841 y se unió a la Compañía de Jesús en 1857. Tras estudiar diversas disciplinas y publicar sobre orquídeas, aceptó la invitación de Gabriel García Moreno para enseñar en la Escuela Politécnica de Quito en 1870. En Ecuador, impartió clases de mineralogía, geología y varios idiomas, y colaboró en la creación de un nuevo sistema pedagógico. Su conocimiento científico, especialmente en geología, generó controversia debido a su oposición a interpretaciones literales de las Sagradas Escrituras.

### Llegada a Ecuador y el darwinismo
Wolf dedicó su tiempo libre a explorar Ecuador, realizando excavaciones y enviando hallazgos paleontológicos al Museo de Quito. Publicó obras como "Viajes por Manabí" y traducciones de textos científicos, además de artículos sobre geología ecuatoriana. Su trabajo incluyó investigaciones sobre petróleo y salinas, y un estudio cronológico de fenómenos volcánicos y temblores en el país. Wolf planeó un viaje científico a las Islas Galápagos con García Moreno para estudiar la teoría de la evolución de Darwin, pero el asesinato del presidente en 1875 truncó sus planes. A pesar de esto, Wolf continuó su labor científica, publicando obras como "Geografía y Geología del Ecuador" y realizando importantes contribuciones al conocimiento de la geografía y geología ecuatorianas.

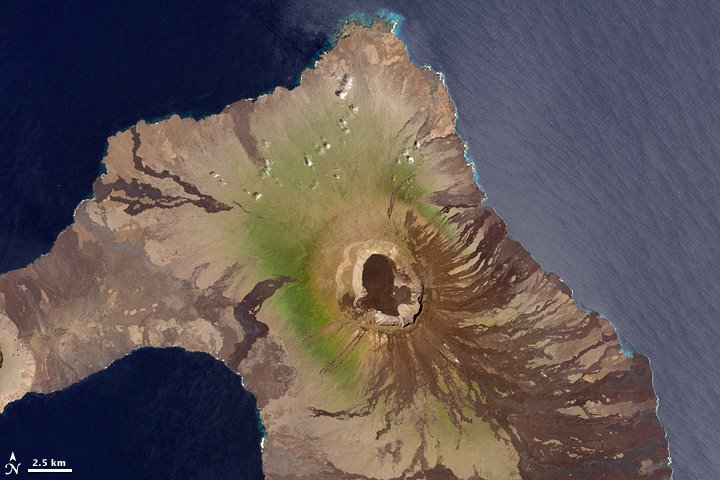
El volcán Wolf en la isla Isabela en las Galápagos

Fue miembro de la Compañía de Jesús, de la cual renunció en 1874 principalmente por dudas internas y externas concernientes al dogmatismo del catolicismo en Sudamérica y los límites que encontraba la ciencia, en particular, el Darwinismo La exposición de las teorías evolucionistas de Wolf generó controversia en Quito, especialmente dentro de la comunidad jesuita, que se mantenía fiel al creacionismo bíblico. Las denuncias llevaron a una confrontación pública con los canónigos, evidenciando el conflicto entre la ciencia y la fe tradicional. La tensión culminó con la renuncia de Wolf a la Compañía de Jesús en 1874, debido a la falta de apoyo y el ambiente de "mezquina ignorancia" que percibía. Tras abandonar la orden, Wolf se recuperó de una grave enfermedad gracias a los cuidados de un curandero local.
Participó de exploraciones globales científicas, y estuvo en las islas Galápagos en agosto de 1875; sobreviviendo hoy solo nueve de sus colectas, pues las demás plantas se perdieron en Guayaquil. A su regreso, recibió el nombramiento de Geólogo del Estado ecuatoriano, lo que le permitió continuar sus investigaciones y trabajos de cartografía. Wolf dedicó el resto de su vida a explorar y estudiar Ecuador, realizando contribuciones significativas a la geología y geografía del país. Sus investigaciones abarcaron diversos campos, desde la paleontología hasta la vulcanología, y sus publicaciones fueron fundamentales para el conocimiento científico del Ecuador en el siglo XIX.

### Vida en Guayaquil

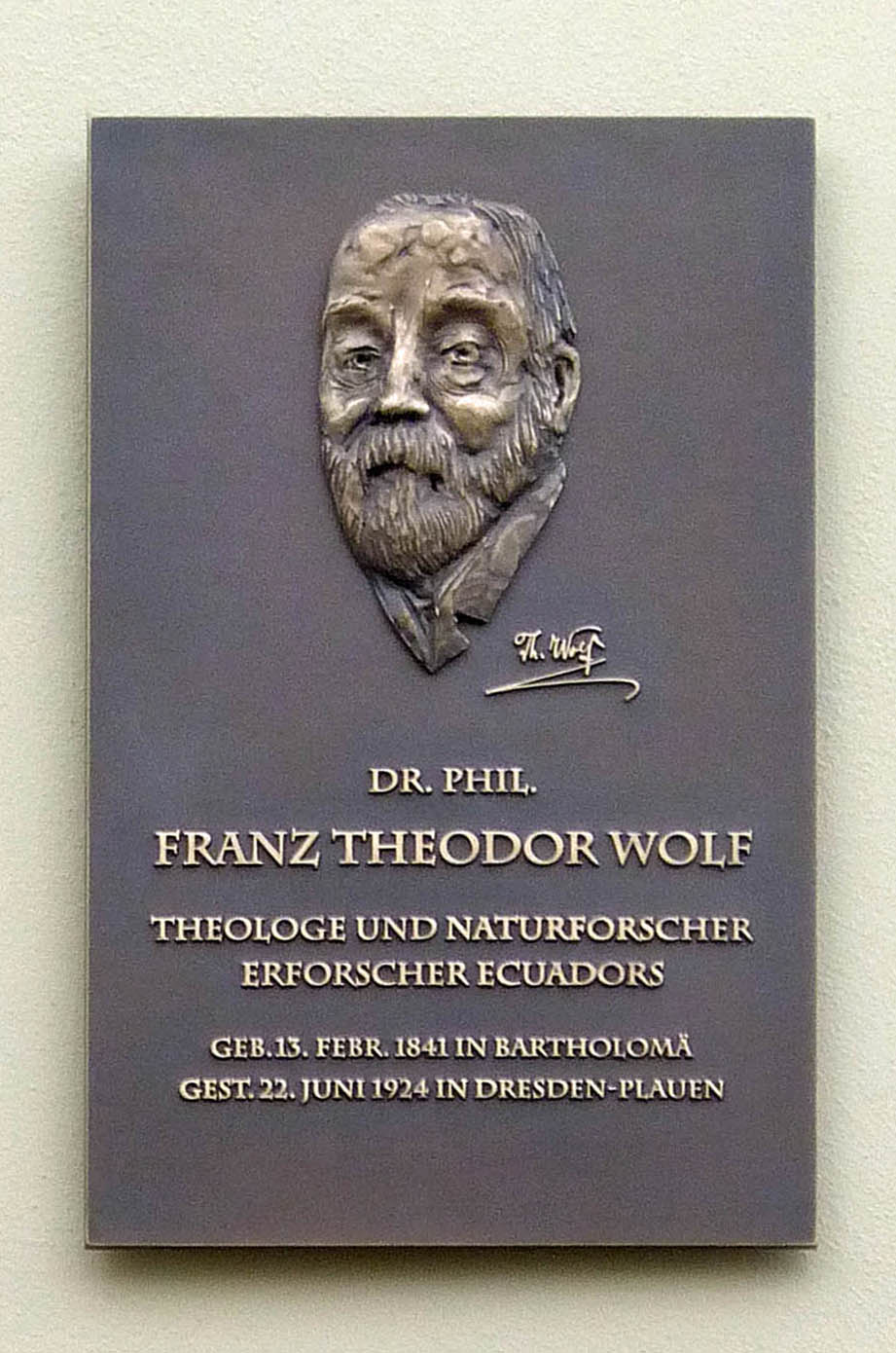
Placa conmemorativa de Theodor Wolf en Dresde, Alemania

Durante su tiempo en Guayaquil, Teodoro Wolf mantuvo su actividad científica, colaborando con geólogos y publicando estudios sobre el Cotopaxi y las Islas Galápagos, donde confirmó las teorías evolucionistas. También contribuyó al estudio de lenguas indígenas ecuatorianas y advirtió sobre enfermedades del cacao, aunque sus advertencias fueron ignoradas. A pesar de su enfoque en la ciencia, Wolf mantuvo una relación con Jacinta Pasaguay, con quien tuvo cuatro hijos. Wolf se involucró en proyectos de infraestructura en Guayaquil, como el suministro de agua potable y la creación de un plano detallado de la ciudad. Además, firmó un contrato con el gobierno para elaborar el Mapa y las Cartas Geológica y Geográfica del Ecuador, una obra de gran formato con fotografías. En su vida personal, construyó un chalet para su familia y, tras la muerte de Jacinta, continuó criando a sus hijos con la ayuda de su hermana. Wolf también participó en proyectos de alumbrado público en Guayaquil, contribuyendo al desarrollo de la ciudad. Su trabajo científico y sus contribuciones a la infraestructura y el conocimiento del Ecuador lo convirtieron en una figura importante en la historia del país.

### Regreso a Alemania y últimos años
Tras un altercado con un presbítero en Guayaquil, Wolf se casó con Bertha Elise Helene Weber en Lima y se convirtió al protestantismo. Publicó obras importantes como "Viaje científico por Loja" y "Apuntes sobre el clima de las islas Galápagos", y contribuyó al estudio de las lenguas indígenas ecuatorianas. En 1891, un incendio destruyó su hogar y colecciones, lo que lo llevó a regresar a Alemania. En Alemania, Wolf publicó "Geografía y Geología del Ecuador" y la "Carta Geográfica del Ecuador", obras que se convirtieron en referentes científicos. Continuó sus investigaciones botánicas y disfrutó de la vida familiar, aunque enfrentó la pérdida de dos hijos.
Su estancia en ese país fue menor que la de otros científicos ya que se vio interrumpida, entre otras cosas por la deserción de su orden religiosa. Después de esto, viajaría a Guayaquil, donde pasaría un breve periodo de tiempo. Enfermo de disentería, y fue curado por el empírico colombiano Miguel Perdomo Neira. En esa ciudad se hospedó en casa del comerciante alemán Schönholz y obtuvo el apoyo económico de su amigo el vulcanólogo Alphons Stübel. Después de haber pasado dos décadas en ese país regresaría a Alemania, tenía cincuenta años. Su trabajo científico fue reconocido en Europa, pero su situación económica se deterioró tras la Primera Guerra Mundial.  Pasará allá el resto de sus días y moriría en Dresde, el 22 de junio de 1924.

## Obra
- Monographie der Gattung Potentilla. 1908
- Geografía y Geología del Ecuador
- Viaje científico por Loja
- Apuntes sobre el clima de las islas Galápagos
- Geografía y Geología del Ecuador
- Carta Geográfica del Ecuador
- La abreviatura «Th.Wolf» se emplea para indicar a Franz Theodor Wolf como autoridad en la descripción y clasificación científica de los vegetales.[9]

## Honores
Especies animales
El cefalópodo Octopus wolfi Wülker, 1913 fue nombrado en su honor.
Especies vegetales
- (Araceae) Anthurium wolfii Sodiro[10]
- (Asteraceae) Hieracium wolfii Johanss. & Sam.[11]
- (Cactaceae) Cylindropuntia wolfii (L.D.Benson) M.A.Baker[12]
- (Caprifoliaceae) Lonicera wolfii (Rehder) K.S.Hao[13]
- (Caryophyllaceae) Dianthus × wolfii J.Vetter[14]
- (Chenopodiaceae) Chenopodium wolfii Rydb.[15]